# 埃雷德洛明
在托爾金（J. R. R. Tolkien）奇幻小說的中土大陸裡，埃雷德洛明（Ered Lómin）是希斯隆（Hithlum）西端的山脈。凱瑞斯寧尼阿赫（Cirith Ninniach）亦屬埃雷德洛明，由諾多精靈（Noldor）的閘門守衛。